# 厚生村駅
厚生村駅（こうせいむらえき）は、東京都小平市学園西町（当時は北多摩郡小平町小平学園町）に存在した西武鉄道多摩湖線の駅。
小平学園（現、一橋学園） - 青梅街道間に存在した。

## 概要
わずか数年しか営業しなかったことから陸軍や国土地理院の地形図にすら掲載されておらず、記録類がほとんど存在しないという駅である。「柏書房　大正・昭和　東京周辺１万分１地形図集成　京葉・京浜・多摩地区」の69ページ「昭和14年 小平学園」に「こうせいむら」駅の表示が確認でき、これに加え1947年（昭和22年）に米軍の撮影した航空写真に写っているホームらしき物体の姿から、一橋学園駅の北のS字カーブの中央辺り（現・小平市学園東町1丁目10）に存在したと推測できる。
桜堤駅から当駅までは数百メートル単位で駅が続いており、特に小平学園駅 - 本駅の間は200メートルしかなかった。このため戦争末期の1945年（昭和20年）に休止され、戦後にそのまま廃駅となった。営業していたのは実質6年という短命な駅であった。
なお「厚生村」とは特定の施設名ではなく、隣駅の小平学園駅の由来にもなった学園都市・小平学園都市の西側に作られた分譲住宅地「厚生の家」と、その分譲地「厚生村」にちなむ名と考えられる。小平学園都市については「小平学園駅」の項を参照。

## 歴史
- 1939年（昭和14年）1月 - 多摩湖鉄道により開業。
- 1940年（昭和15年）3月12日 - 多摩湖鉄道の武蔵野鉄道への合併により同社の駅となる。
- 1945年（昭和20年）2月3日 - 休止。
- 1945年（昭和20年）9月22日 - 武蔵野鉄道が西武鉄道（初代）を併合し西武農業鉄道が発足。同社の駅となる。
- 1946年（昭和21年）11月15日 - 西武農業鉄道が西武鉄道（2代）に改称。同社の駅となる。
- 1953年（昭和28年）1月15日 - 休止のまま廃駅。

## 隣の駅
西武鉄道
■多摩湖線（1953年1月現在）
小平学園駅 - 厚生村駅 - 青梅街道駅

## 廃駅後の状況
現在、跡地は犬走り横に並行する草むらに併呑されてしまい、何も残されていない。線形にも特に駅があったことをうかがわせる部分はない。